# Emblème du Laos
L'emblème du Laos figure les divers domaines de la vie économique du pays :

## Description
Au milieu de deux grands épis de riz, on retrouve les forêts, les rizières, les routes, les barrages, ainsi qu'un engrenage symbolisant l'industrie. Au centre, on trouve la silhouette du That Luang de Vientiane, symbole national.
L'inscription à gauche signifie « Paix, Indépendance, Démocratie » (lao : ສັນຕິພາບ ເອກະລາດ ປະຊາທິປະໄຕ) et à droite « Unité et Prospérité » (lao : ເອກະພາບ ວັດຖະນາຖາວອນ).

## Historique
De 1949 jusqu'à la révolution de 1975, l'emblème du royaume du Laos ressemblait au symbole de la famille royale, avec l'éléphant blanc à trois têtes Erawan (monture du dieu Indra), encadré de deux ombrelles.
De 1975 à 1991, puisque le Laos était, par l'intermédiaire du Vietnam, un satellite de l'Union des républiques socialistes soviétiques, l'emblème adopte les symboles de l'héraldique socialiste : faucille et marteau, étoile rouge, blés, roue dentée et symboles productivistes.

Emblème du royaume de Laos (1949-1975)
Emblème de la république démocratique populaire du Laos (1975-1991)